# Ortsdurchfahrt
Eine Ortsdurchfahrt ist eine überörtliche Wege- bzw. Straßenverbindung, die durch einen Ort führt. Das bundesdeutsche Straßenrecht bezeichnet als Ortsdurchfahrt den Straßenabschnitt einer Bundes-, Landes- oder Kreisstraße innerhalb einer Ortschaft (Stadt, Gemeinde), der für den inner- und außerörtlichen Straßenverkehr bestimmt ist. Für diesen Ortsabschnitt bestehen besondere Bedingungen für die Straßenbaulast, für die Unterhaltung und den Anbau. Beginn und Ende der Ortsdurchfahrt werden vom überörtlichen Baulastträger in Rücksprache mit der jeweiligen Gemeinde förmlich festgesetzt.

## Unterhaltungspflicht
Die Verpflichtungen, eine Straße dem Verkehrsbedürfnis entsprechend auszubauen und zu unterhalten, obliegen dem Träger der Straßenbaulast. Bei einer innerörtlichen Straße (Gemeindestraße) ist Straßenbaulastträger die betreffende Gemeinde. Handelt es sich dagegen um eine überörtliche Straßen- und Wegeverbindung, dazu gehört die Ortsdurchfahrt, ist nach dem föderalistischen System der Bundesrepublik Deutschland Straßenbaulastträger in der Regel der Bund (für Bundesstraßen), das Land (für Landesstraßen) oder der Kreis (für Kreisstraßen). Eine abweichende bundesgesetzliche Regelung besteht bei Gemeinden mit mehr als 80.000 Einwohnern (bei Bundesstraßen). In diesem Fall trägt die Gemeinde/Stadt die Straßenbaulast ihrer Ortsdurchfahrt. Ähnliche Regelungen existieren auch im Straßenrecht der Länder für Land- und Kreisstraßen, die Einwohnergrenzen sind je nach Bundesland unterschiedlich, z. B. in Baden-Württemberg liegt diese bei 30.000 Einwohnern und in Nordrhein-Westfalen bei 80.000 Einwohnern. Innerhalb einer Ortsdurchfahrt gelten keine Anbaubeschränkungen, wie beispielsweise auf der freien Strecke einer Straße.

## Abgrenzung der Ortsdurchfahrt zur freien Strecke

Ortseingangsschild Ortsdurchfahrt

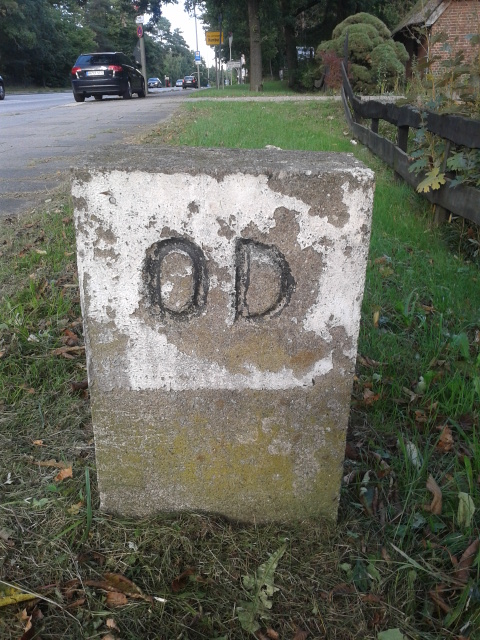
OD-Stein neben der B73 in Neu Wulmstorf (Landkreis Harburg) kurz vor der Hamburger Grenze (Ortsschild im Hintergrund)

Beginn und Ende einer straßenrechtlichen Ortsdurchfahrt (im Sinne der Frage: wer ist Baulastträger, also zuständig für bauliche Maßnahmen) werden durch so genannte OD-Steine oder -Tafeln markiert. Die rein straßenverkehrsrechtliche Festlegung hingegen (innerorts/außerorts) wird durch die (gelben) Ortseingangsschilder bestimmt. Diese markieren Beginn und Ende der sog. „Geschlossene Ortschaft“ im straßenverkehrsrechtlichen Sinne, ab hier gilt in der Regel die zulässige Höchstgeschwindigkeit von 50 km/h.
Ein OD-Stein ist in der Regel ca. 50 cm hoch, weiß oder gelb und trägt die Aufschrift „OD“ (Abkürzung für Ortsdurchfahrt). Er kann dabei die Form eines Dreieckprismas oder Quaders haben und auch als Beton- oder Kunststoff-„Stein“ hergestellt sein; teilweise wird der Stein ersetzt durch ein Schild mit der Aufschrift „OD“ auf weißem oder gelben Hintergrund. In manchen bundesdeutschen Ländern ist die Form des Steins auch quaderförmig mit einem halbrunden Bogen auf der Oberseite. Auf ihm ist manchmal die Nummer der Straße, die Kilometrierung oder eine Netzwerk-Nr. angegeben (siehe hierzu Stationszeichen).
OD-Stein und Ortseingangsschild liegen zwar oftmals dicht beieinander, müssen dies aber nicht. So kann eine Ortsdurchfahrt sowohl innerhalb als auch außerhalb des bebauten Gebietes beginnen und enden.

## Ausnahmen
Eine Straße durch einen geschlossenen Ort wird aber nicht in jedem Fall als Ortsdurchfahrt behandelt. Am bekanntesten dürften in dieser Hinsicht die durch Stadtgebiet führenden Autobahnen und Kraftfahrstraßen sein.

## Verknüpfungs- und Erschließungsbereiche
An Bundesstraße und in mehreren Bundesländern werden die Ortsdurchfahrten bestimmter klassifizierter Straßen noch einmal weiter untergliedert in die eher anbaufreien Verknüpfungsbereiche (ODV) und die eher angebauten Erschließungsbereiche (ODE). Aus der jeweiligen Festsetzung leiten sich zum Beispiel nach dem Bayerischen Straßen- und Wegegesetz straßenrechtliche Konsequenzen für Zufahrten, Sondernutzungen und die Bauverbotszonen ab. In der Anweisung Straßeninformationsbank (Teilsystem: Netzdaten) ist der Erschließungsbereich wie folgt beschrieben:

„Bereich, in dem Grundstücke durch Zufahrten oder Zugänge an eine aufzunehmende Straße erschlossen werden. Die rechtliche Zulässigkeit folgt aus den Festsetzungen eines Bebauungsplanes oder aus der Lage der Straße in einem nach § 34 BBauG beurteilten Gebiet.“

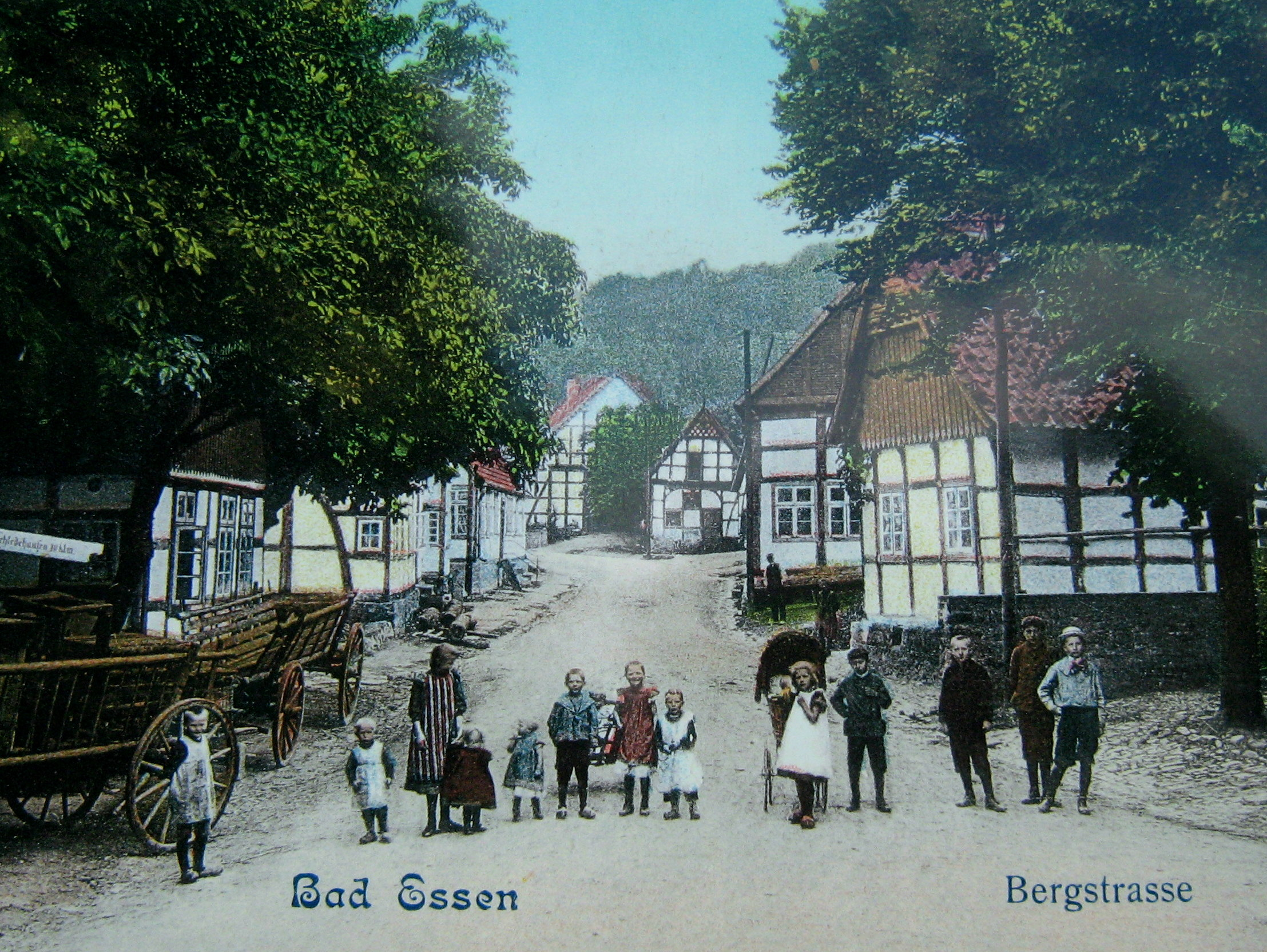
Ortsdurchfahrt um 1900
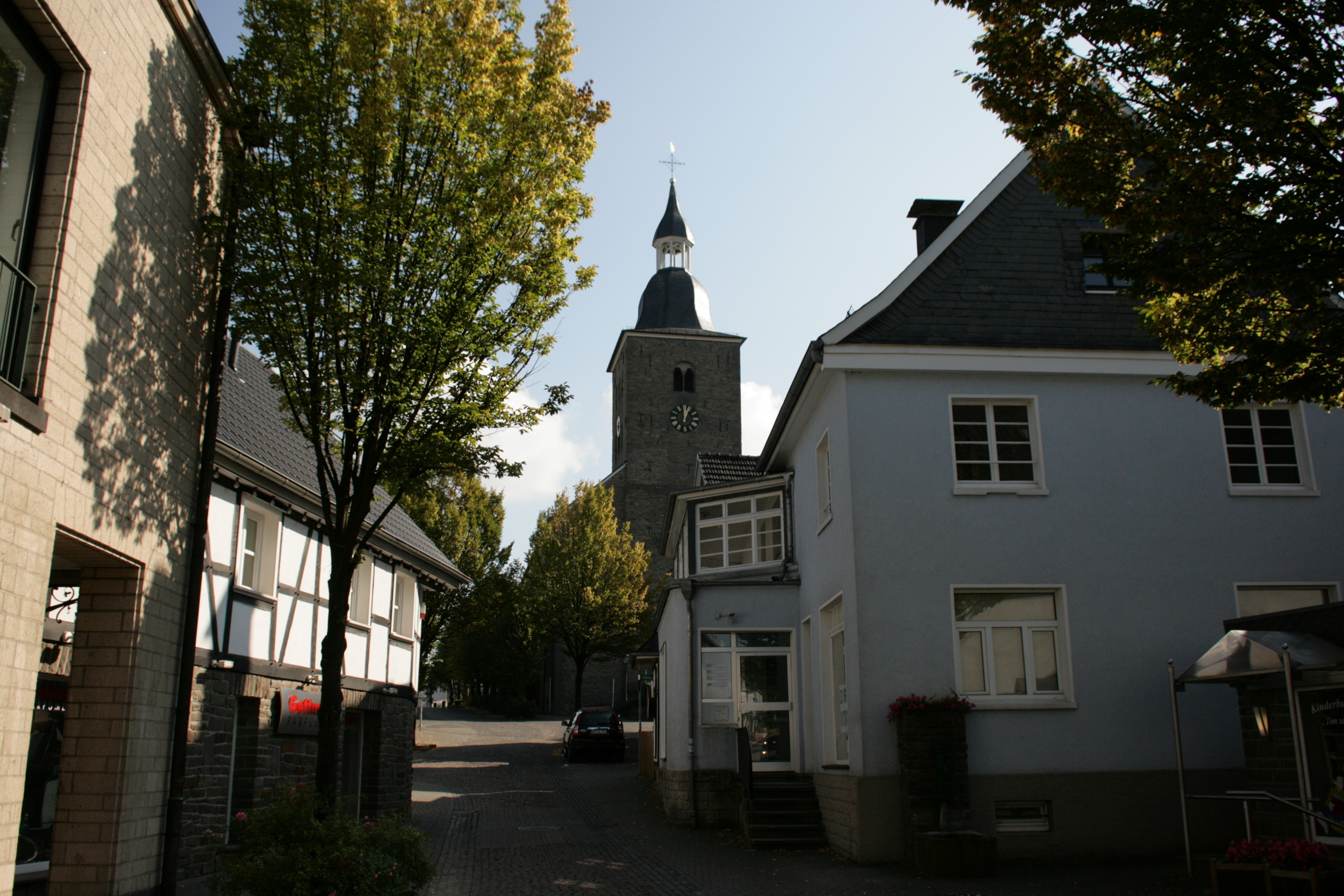
Enge Ortsdurchfahrt
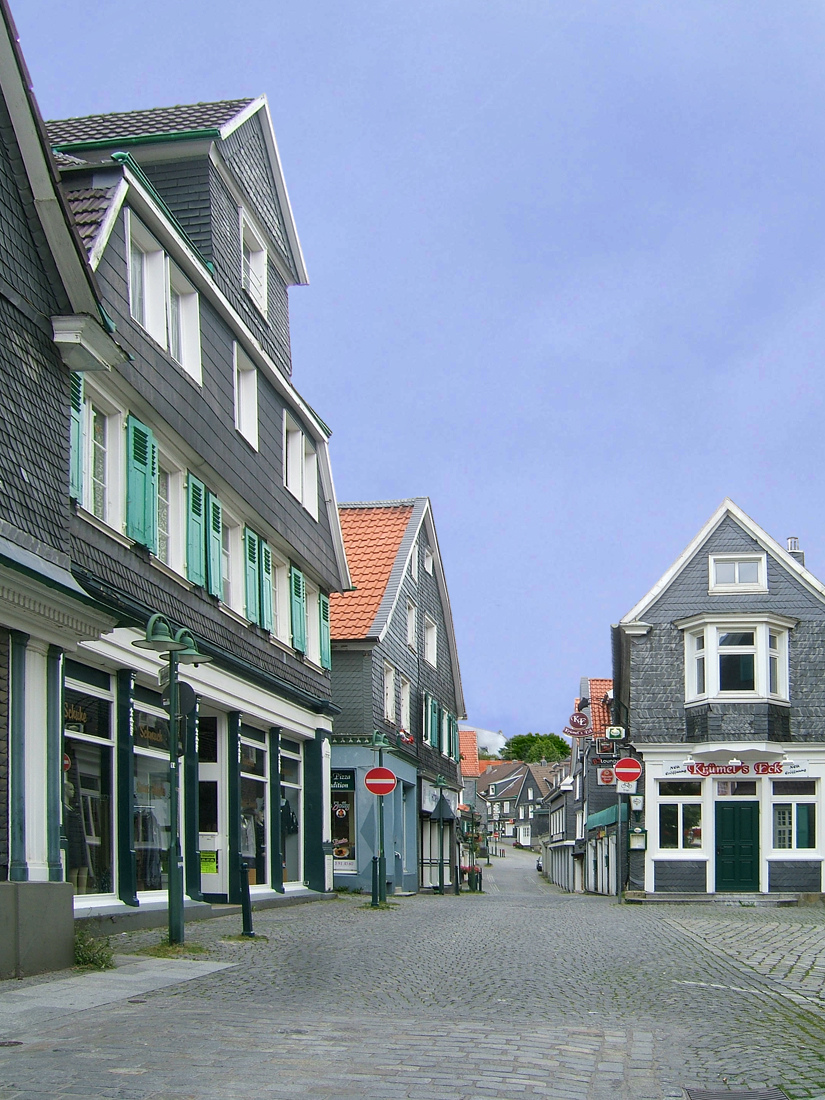
Verkehrsregelung bei der Ortsdurchfahrt
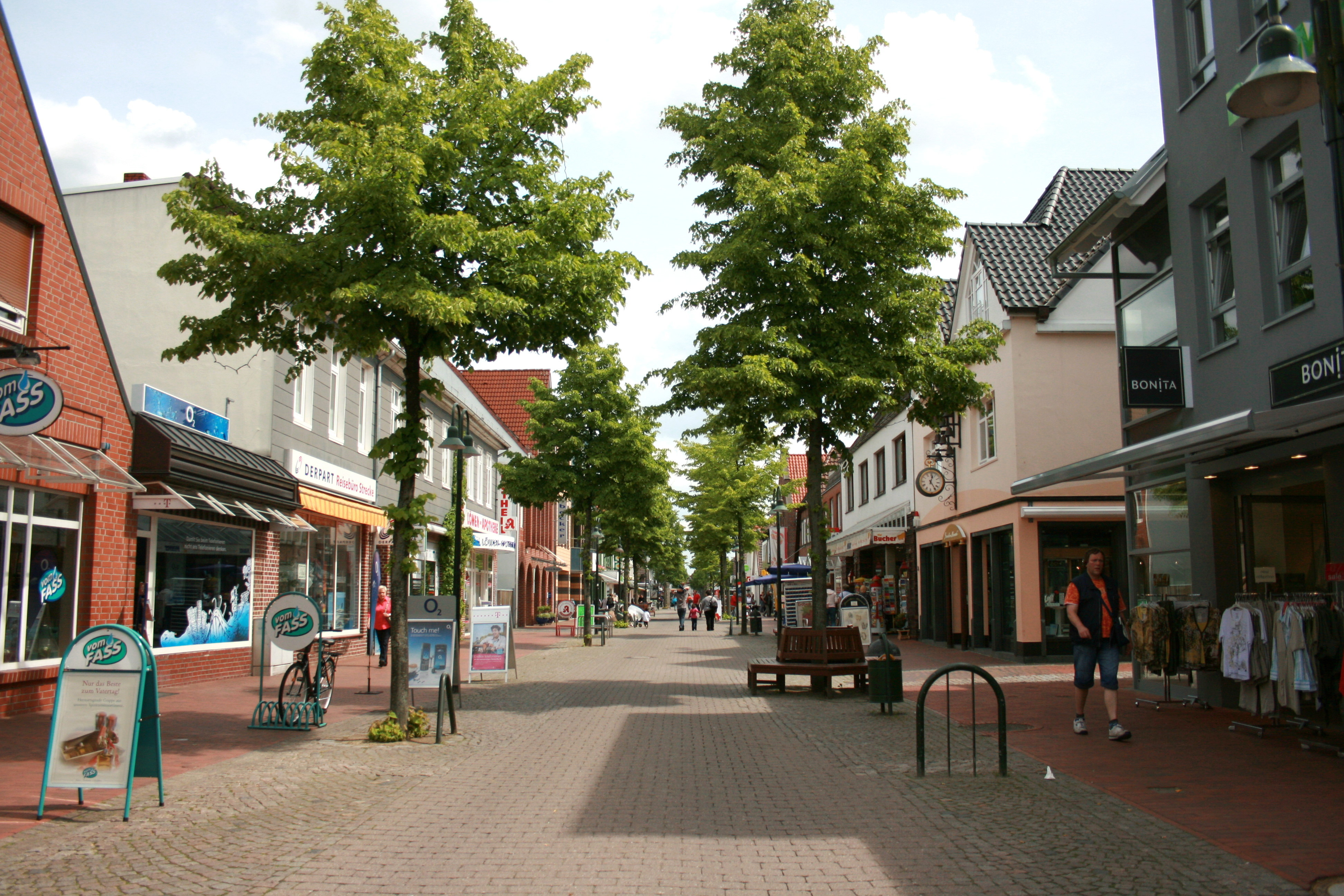
Fußgängerzone (ehemalige Ortsdurchfahrt)
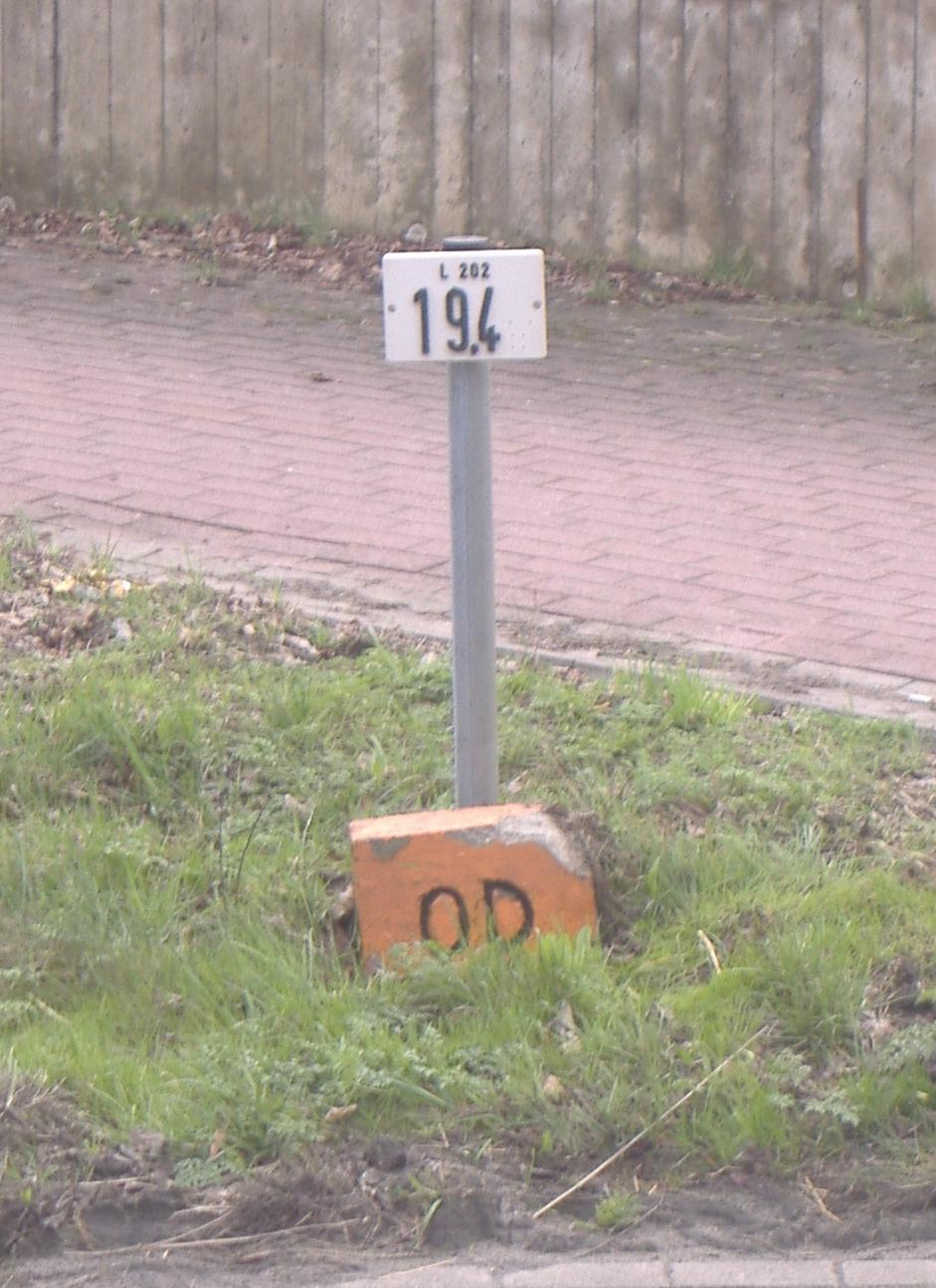
Alter OD-Stein mit Kilometerschild an der L202 (früher B61) in Sulingen